# Olga Sanfirova
Olga Sanfirova (russe : Ольга Санфирова) née le 2 mai 1917 à Samara et morte à Hrodna le 13 décembre 1944, est une capitaine aviatrice de la garde dans le régiment féminin du 588e NBAP, 325e division de bombardement de nuit de la 4e armée de l'air et de la défense aérienne sur le deuxième front biélorusse. Elle reçoit le titre d'Héroïne de l'Union soviétique, le 23 février 1945 à titre posthume.

## Biographie

### Enfance et éducation
Sanfirova est née en 1917 dans une famille tatare.
Elle étudie dans une école secondaire de la République socialiste soviétique d'Ouzbékistan avant de déménager à Moscou pour intégrer l'école d'aviation de la Kolomna. Après avoir obtenu son diplôme de pilotage, elle travaille au Département de l'aviation de Moscou avant d'être transférée à Tatarsk dans l'oblast de Novossibirsk en 1940 pour former les pilotes du 78e escadron civil de Sibérie. Elle s'enrôle dans l'armée en décembre 1941 et entre au Parti communiste de l'Union soviétique l'année suivante.

### Carrière militaire
Sanfirova rejoint les forces aériennes soviétiques sous l'insistance de Marina Raskova. Elle suit une formation à l'école militaire d'aviation d'Engels et après son diplôme à la Bataysk Military Aviation School en 1942, elle rejoint le 588 NBAP, qui sera rebaptisé le 46e régiment de bombardement de nuit de Taman en février 1943.
Pendant un vol d'entraînement à Engels, alors qu'elle est commandant de bord, son avion heurte une ligne à haute tension et endommage l'appareil. Le tribunal de l'école la condamne à dix ans de prison mais cette décision est révoquée et elle est invitée à rejoindre le 588 NBAP pour expier son accident,.
Elle passe de commandant à commandant adjoint avant d'obtenir celui de commandant d'escadron. Après avoir participé au campagne de bombardement en Ciscaucasie, en Crimée, dans la péninsule de Taman, à Kertch-Eltiguan et en Biélorussie, elle reçoit la médaille de l'ordre du Drapeau rouge et l'ordre de la Guerre patriotique, 1re classe,.
Le 1er mai 1943, le Polikarpov Po-2 que pilote Roufina Gacheva est abattu par un chasseur allemand en Crimée derrière les lignes soviétiques mais les deux femmes réussissent à sortir de l'avion et sont secourues deux jours plus tard.

### Mort
Le 13 décembre 1944, l'avion que pilote Sanfirova et Gacheva est abattu et s'écrase sur un champ de mines. Normalement, l'escadron n'a pas de parachutes mais pour cette mission, l'avion en est équipé. Sanfirova saute en toute sécurité mais est tuée par une mine lorsqu'elle pose le pied à terre. Elle est enterrée dans une fosse commune à Hrodna en Biélorussie. Gacheva survit et continue la guerre en tant que copilote de Nadejda Popova.
Au cours de sa carrière, Sanfirova exécute 630 missions de nuit soit 875 heures de vol et largue 77 tonnes de bombes ; elle est responsable de la destruction d'un entrepôt, de deux pelotons de l'armée ennemie, de cinq voitures, de trois tourelles et de deux bateaux. Elle aura également participé au réapprovisionnement des forces terrestres soviétiques avec 25 largages de vivres et de munitions. Son escadron fera au total 3 270 sorties au cours de la guerre.

## Postérité
Sanfirova a reçu à titre posthume le titre d'Héroïne de l'Union soviétique par le décret du Soviet suprême du 23 février 1945 pour « l'accomplissement exemplaire de missions de combat contre les envahisseurs allemands et le courage et l'héroïsme prouvé au cours de ces missions ». Dans le même décret, elle reçoit l'ordre de Lénine, l'ordre d'Alexandre Nevski et la médaille pour la défense du Caucase.
Il y a une rue portant son nom à Samara, ainsi que des statues d'elle à la Kolomna où elle a étudié ainsi qu'à Hrodna.